# 西府陇东战役
西府陇东战役，国军称为“泾渭河谷大捷”，发生于1948年4月－5月的陕西省西部和甘肃省东部地区，交战双方为中国人民解放军西北野战军和中华民国国军胡宗南部及马步芳部。最终，国军击退解放军的进攻，国军在此役中损失共计2.1万余人，而解放军方面损失约1.5万人。

## 背景
1948年2月，西北野战军开展宜瓦战役，歼灭国军29480人，击毙国军整编第29军军长刘戡和整编第90师师长严明:207。彭德怀鉴于当时形势，决定发动黄龙山麓战役，进攻洛川，并相机收复延安。3月9日，西北野战军三、六纵队对洛川城形成了三面包围之势。国军整编第61旅拼死抵抗。西北野战军由于缺乏攻城的重装备，数次爬城均未能奏效。
4月13日，彭德怀在马栏镇召开西北野战军旅以上干部会议，决定威胁胡宗南的战略后方。根据野司部署，西北野战军三纵继续围攻洛川，二、四纵队为左路，一纵为中路，六纵队为右路。渡过泾河后，左路和中路目标直指宝鸡，右路切断西安至兰州的公路，监视并抗击马步芳部随时可能的来援。

## 经过
1948年4月16日，西北野战军三路大军同时开拔，发起西府陇东战役。西安绥署主任胡宗南即令所属第5兵团率5个整编师驰援洛川，增防西安。17～25日攻克常宁、灵台、凤翔、郿县等12座城镇，逼近宝鸡。此时，胡宗南令整编第17师、整编第90师第61旅分别放弃延安、洛川，回防西安；调第5兵团会同西北行辕副主任马步芳部整编第82师，共11个旅的兵力，自二原、镇原地区分路驰援宝鸡。
西北野战军于21日收复延安，25日攻占洛川，并追歼国军一部；第1、第2纵队于26日攻占宝鸡，歼国军整编第76师师部及2个团，师长徐保阵亡:209。23～27日，国军整编第82师4个步骑团在飞机配合下，突破西北野战军第6纵队教导旅在长武、亭口的阵地，抵达崔木镇；裴昌会指挥第5兵团部队突破第4纵队在杏林、扶风一带的阵地，抵达凤翔附近。第4纵队（司令员王世泰）兵力部署分散，抗击不力，当阵地被突破时，既不报告上级，也不通知友邻，擅自将部队撤至岐山东北山地，让开道路，任裴昌会兵团长驱直进，至27日时已突进到虢镇，距西北野战军司令部仅10几公里。。
西北野战军为摆脱被夹击的不利态势，于28日撤出宝鸡，向陇东转移。5月3日晚，从平凉、泾川间花锁镇、王村通过西兰公路及泾河继续北上。整编第1、第36、第65师尾追其后。5日，西北野战军先头第6纵队教导旅在镇原东南屯字镇被整编第82师3个步骑团包围。西北野战军为拖住并歼灭该路国军，令教导旅固守，6日以第1、第4纵队及第6纵队新编第4旅从国军侧后发起攻击，因协同不好，仅歼其2000余人，接应教导旅突出了重围。
7日，胡宗南、马步芳两部南追北堵，企图围歼西北野战军于屯字镇、西峰区、泾川县之间地区。西北野战军经激战，歼其3000余人后，从荔镇附近向东转移。8～11日，又分别在萧金镇以东三不同、宁县以东良平镇、栒邑县城以北织田镇等地冲破国军的合围，于12日摆脱追堵，转至解放区马栏、转角等地。

## 影响
此役，胡宗南根据蒋介石指示的新战法，指挥第五兵团，利用兵力优势与交通便捷，迅猛进军，集结优势兵力作战，配合从甘肃南下的马家军，给西进的解放军很大的杀伤，不仅迅速恢复了西府地区，阻止了彭德怀部主力企图打入麟游与陇山山脉建立根据地再进入甘肃的战略计划，而且一度形成了围歼西北解放军主力的军事态势。据统计，西北解放军各部在此战役中，伤亡、被俘、失散、逃亡的共有万人左右:315。陕甘宁边区著名的“劳动英雄”吴满有参加支前，任解放军第二纵队民运部副部长，也在战败中被俘。解放军在宝鸡战役中缴获的大量武器、弹药几乎全部丢失。经过这一战役，胡宗南暂时稳定了宜瓦失败后关中与整个西北地区的不安形势。胡宗南本人也渡过了因宜瓦惨败而引起的政治风浪。
在全国战场上，西府陇东战役是国军在一片败退声中取得的一场不大不小的胜利。1948年3月至5月，国民政府召开行宪国大；5月20日，蒋介石、李宗仁就任总统、副总统。蒋介石在就职演说中称，要“在短期内戡平叛乱”。
对于西府陇东战役的失利，彭德怀很是自责。后来彭德怀谈到了西北战场上的两大失误：一是二打榆林，“近月未下，妨害部队休整训练”；二是西府陇东战役，因轻敌而给胡宗南造成可乘之机而失利，“被狼咬了一口”。